# Eigentumsvorbehalt (Deutschland)
Beim Eigentumsvorbehalt (lateinisch pactum reservati dominii) handelt es sich um die Übereignung einer beweglichen Sache unter einer aufschiebenden Bedingung. Er findet im Kaufrecht Anwendung: Durch Vereinbarung eines Eigentumsvorbehalts wird dem Käufer gestattet, den Kaufpreis in Raten zu zahlen. Zwar erwirbt der Käufer erst mit vollständiger Kaufpreiszahlung Eigentum, allerdings darf er bereits vorher die Ware nutzen.
Der Eigentumsvorbehalt ist im Geschäftsverkehr sehr verbreitet und gilt daher als eines der wichtigsten Kreditsicherungsmittel. Im deutschen Zivilrecht ist der Eigentumsvorbehalt in § 449 des Bürgerlichen Gesetzbuchs (BGB) geregelt.

## Funktion
Der Gesetzgeber gestaltete den Kaufvertrag als punktuellen Austausch von Kaufpreis und Kaufsache. Weil grundsätzlich keine Partei zur Vorleistung verpflichtet ist, kann jede Partei ihre geschuldete Leistung nach § 320 Absatz 1 BGB zurückbehalten, bis die andere Partei bereit ist, ihre Leistung zu erbringen. Dies wird den Interessen der Parteien allerdings oft nicht gerecht: Im Handelsverkehr erwirtschaftet beispielsweise der Käufer oft erst durch die Nutzung der Kaufsache die finanziellen Mittel, mit denen er den Kaufpreis bezahlen kann. Beim Verkauf höherwertiger Güter an Privatpersonen sind letztere oft finanziell nicht in der Lage, den gesamten Kaufpreis unverzüglich zu zahlen. Damit Verkäufer unter diesen Umständen gleichwohl Waren verkaufen können, vereinbaren sie häufig mit ihren Kunden, dass der Kaufpreis in Raten gezahlt werden kann.
Infolgedessen übergibt der Verkäufer die Ware vor Zahlung des gesamten Kaufpreises an den Käufer, sodass dieser sie nutzen kann. Dies birgt allerdings für den Verkäufer das Risiko, dass der Käufer die geschuldeten Kaufpreisraten nicht bezahlt. Zwar kann er sich in diesem Fall vom Vertrag lösen und die Herausgabe der Sache verlangen, allerdings läuft er Gefahr, dass die Sache durch die Nutzung des Käufers an Wert verliert oder sogar verbraucht wird. Das Gesetz sieht für solche Fälle schuldrechtliche Ersatzansprüche gegen den Käufer vor. Diese entfalten für den Verkäufer jedoch lediglich geringen praktischen Wert, wenn in die Kaufsache beim Käufer vollstreckt wird oder dieser in Insolvenz fällt. Denn im Insolvenzverfahren werden schuldrechtliche Forderungen meist lediglich zu einem Bruchteil erfüllt. Eine größere Sicherheit erhält der Verkäufer durch einen dinglichen Anspruch gegen den Käufer.
Ein dingliches Recht erhält der Verkäufer durch Vereinbarung eines Pfandrechts nach § 1204 BGB. Dieses setzt jedoch gemäß § 1205 BGB voraus, dass der Verkäufer solange im unmittelbaren Besitz der Sache bleibt, bis die gesicherte Kaufpreisforderung beglichen wird. Nach § 1253 Absatz 1 Satz 1 BGB erlischt das Pfandrecht durch Rückgabe der Sache. Somit können die Parteien mit einem Pfandrecht nicht ihre Absicht realisieren, dass die Sache bereits vor Kaufpreiszahlung dem Käufer übergeben wird.
Die Parteien können jedoch vereinbaren, dass die dingliche Einigung, die für die Eigentumsübertragung notwendig ist, erst mit vollständiger Kaufpreiszahlung erfolgt. Eine solche Vereinbarung liefe allerdings den Interessen des Käufers zuwider, da dieser erst mit Zahlung der letzten Rate ein dingliches Recht an der Kaufsache erwürbe. Bis dahin verfügte er lediglich über einen vertraglichen Anspruch auf Übereignung. Dieser kann jedoch im Fall einer Insolvenz des Verkäufers praktisch wertlos sein. Daher hat auch der Käufer ein Bedürfnis nach einem dinglichen Recht.
Den Interessen der Parteien kommt die Vereinbarung eines Eigentumsvorbehalts entgegen. Hierbei verschafft der Verkäufer dem Käufer zwar den Besitz an der Kaufsache, überträgt jedoch zunächst kein Eigentum. Die Eigentumsübertragung ist an die Zahlung des vollständigen Kaufpreises gekoppelt. Allerdings erwirbt der Käufer eine Eigentumsanwartschaft. Hierbei handelt es sich um eine Vorstufe zum Eigentumserwerb, die der Käufer bereits an Dritte übertragen kann. Der wirtschaftliche Wert dieser Rechtsposition nimmt mit jeder Ratenzahlung zu.

## Rechtliche Konstruktion
Der Kaufvertrag verpflichtet nach § 433 Absatz 1 Satz 1 BGB den Verkäufer, die Kaufsache an den Käufer zu übergeben und zu übereignen. Bis der Verkäufer dieser Pflicht nachkommt, kann der Käufer die Kaufpreiszahlung verweigern. Wollen die Parteien von dieser Grundregel abweichen, müssen sie eine Vereinbarung treffen, kraft derer der Käufer bereits vor Übereignung zur (ratenweisen) Kaufpreiszahlung verpflichtet wird. Fasst der Verkäufer erst nach Abschluss des Kaufvertrags den Entschluss zur Vereinbarung eines Eigentumsvorbehalts, kann er einen solchen nicht einseitig durchsetzen, da er andernfalls vertragsbrüchig würde. Daher muss der Käufer einer Änderung des Vertrags zustimmen.
Auf Basis dieser Vereinbarung erfolgt die Übereignung, die sich nach den Bestimmungen über den rechtsgeschäftlichen Eigentumserwerb, § 929, § 930 und § 931 BGB, richtet. Diese Normen setzen voraus, dass sich Käufer und Verkäufer über den Eigentumsübergang einigen. Haben die Parteien einen Eigentumsvorbehalt vereinbart, erfolgt diese Einigung unter der aufschiebenden Bedingung (§ 158 BGB), dass der Käufer den Kaufpreis vollständig bezahlt. Hierdurch wird die dingliche Einigung erst bei vollständiger Zahlung wirksam, sodass der Käufer erst zu diesem Zeitpunkt Eigentum erwirbt.
Die Struktur des Eigentumsvorbehalts deutet die kaufrechtliche Bestimmung des § 449 BGB an. Nach dessen Absatz 1 ist im Zweifel davon auszugehen, dass ein Eigentumsvorbehalt vereinbart wird, wenn sich der Verkäufer das Eigentum bis zur Zahlung des Kaufpreises vorbehält. § 449 Absatz 1 BGB bezieht sich lediglich auf bewegliche Sachen, nicht also auf Grundstücke. Dies beruht darauf, dass bei Grundstücken die Konstruktion des Eigentumsvorbehalts nicht möglich wäre: Nach § 925 Absatz 2 BGB kann die als Auflassung bezeichnete Einigung über den Übergang des Eigentums an einem Grundstück nicht unter eine Bedingung gestellt werden, weshalb Grundstücke nicht unter Eigentumsvorbehalt erworben werden können.
Häufig erfolgt die Vereinbarung eines Eigentumsvorbehalts im Rahmen allgemeiner Geschäftsbedingungen (AGB). Die Wirksamkeit einer solchen Vereinbarung setzt voraus, dass die AGB in den Vertrag einbezogen werden. Sofern ein Verbraucher am Geschäft beteiligt ist, können hierbei Formvorschriften zu beachten sein, etwa § 305 Absatz 2 BGB oder § 492 Absatz 1 Satz 1 BGB. Nutzen sowohl Verkäufer als auch Käufer AGB, was insbesondere im kaufmännischen Verkehr üblich ist, besteht die Möglichkeit, dass die Eigentumsvorbehaltsklausel des Verkäufers mit einer Klausel des Käufers kollidiert und hierdurch aufgrund eines Dissenses keine Wirkung entfaltet. Trifft dies zu, gilt ein Eigentumsvorbehalt dennoch als vereinbart, wenn der Käufer weiß oder wissen muss, dass der Verkäufer lediglich bereit ist, unter Eigentumsvorbehalt zu übereignen.
Wird ein Eigentumsvorbehalt nicht vertraglich vereinbart und erklärt der Verkäufer erst bei Übereignung, lediglich bedingt übereignen zu wollen, begeht er hierdurch keine Vertragsverletzung, wenn er mit dem Käufer vereinbart, den ursprünglichen Kaufvertrag um eine Eigentumsvorbehaltsabrede zu erweitern.

## Rechtliche Folgen

### Schuldrechtlich (Kaufvertrag)
Der Verkäufer kann nach § 433 Absatz 2 BGB vom Käufer Zahlung des Kaufpreises verlangen. Dieser Anspruch wird typischerweise auf Raten aufgeteilt, die in regelmäßigen Zeitabständen fällig werden. Kommt der Käufer seiner Pflicht zur Zahlung einer Rate nicht nach, kann der Verkäufer vom Vertrag zurücktreten und die Kaufsache nach § 346 Absatz 1 BGB Zug um Zug gegen Rückzahlung der bereits geleisteten Raten herausfordern. Grundsätzlich setzt dies voraus, dass der Verkäufer dem Käufer eine Frist zur Zahlung des geschuldeten Betrags gesetzt hat, die ohne Erfolg verstrichen ist. Zusätzliche Voraussetzungen bestehen im Rahmen von Verbraucherkreditgeschäften.
Nach § 216 Absatz 2 Satz 2 BGB kann der Verkäufer vom Vertrag auch dann zurücktreten, wenn sein Kaufpreisanspruch verjährt, bevor der Käufer alle Raten bezahlt.

### Dinglich (Vorbehaltseigentum)

#### Eigentumszuordnung
Bis zur vollständigen Kaufpreiszahlung bleibt der Verkäufer Eigentümer der Kaufsache. Aus Sicht des Vorbehaltskäufers besteht daher die Gefahr, dass der Verkäufer die Sache an Dritte übereignet, etwa nach § 929 Satz 1, § 931 BGB. Allerdings schützt § 161 BGB den Käufer vor den Folgen einer solchen vertragswidrigen Übereignung: Nach § 161 Absatz 1 Satz 1 BGB werden Verfügungen, die seinen Eigentumserwerb vereiteln würden, dadurch unwirksam, dass er die Bedingung herbeiführt, unter der an ihn übereignet werden sollte. Zahlt der Vorbehaltskäufer demnach den vollen Kaufpreis an den Verkäufer, werden zwischenzeitliche Übereignungen des Vorbehaltsverkäufers an Dritte unwirksam, sodass sie dem Eigentumserwerb des Vorbehaltskäufers nicht entgegenstehen. Der Käufer erlangt also im Rahmen des Eigentumsvorbehalts eine geschützte Rechtsstellung, die in der Rechtswissenschaft als Anwartschaftsrecht bezeichnet wird. Da diese Rechtsposition an den Eintritt der Kaufpreiszahlung gekoppelt ist, erlischt sie, wenn die Pflicht zur Kaufpreiszahlung durch Beendigung des Kaufvertrags erlischt.
Nach § 161 Absatz 3 BGB ist diese Schutzwirkung allerdings durch die Vorschriften über den gutgläubigen Erwerb vom Nichtberechtigten beschränkt. Demnach kann ein Dritter den Käufer um seine Eigentumsanwartschaft bringen, indem er gutgläubig vom Vorbehaltsverkäufer das Eigentum an der Kaufsache erwirbt. Allerdings erfordert die überwiegende Anzahl an Gutglaubensvorschriften, dass dem Erwerber die Sache übergeben wird. Im Regelfall müsste also der Vorbehaltskäufer dem gutgläubigen Erwerber die Sache herausgeben. Anders verhält es sich im Fall des gutgläubigen Erwerbs nach § 934 Alternative 1 BGB, bei dem es genügt, wenn der Vorbehaltsverkäufer seinen Herausgabeanspruch, den er aus dem Kaufvertrag hat, an den Erwerber abtritt. Allerdings verhindert § 936 Absatz 3 BGB in dieser Konstellation, dass die Eigentumsanwartschaft des Käufers erlischt. Praktisch kann eine Eigentumsanwartschaft damit lediglich selten durch gutgläubigen Erwerb erlöschen.
Der Käufer erwirbt erst mit Zahlung des vollen Kaufpreises Eigentum, weswegen er bis dahin nicht über die Sache als Eigentümer verfügen darf. Somit darf er die Sache insbesondere nicht an Dritte übereignen. Dritte können lediglich im Wege eines gutgläubigen Erwerbs vom Vorbehaltskäufer Eigentum nach §§ 932–934 BGB erwerben. Frei übertragen darf der Käufer allerdings seine Eigentumsanwartschaft, da es sich hierbei um eine Rechtsposition an der Kaufsache handelt, die allein ihm zugewiesen ist.

#### Zwangsvollstreckung
Kommt es zu einer Zwangsvollstreckung in das Vermögen des Käufers, läuft der Verkäufer Gefahr, dass die Sache gepfändet wird. Dies ist möglich, da der vollstreckende Gerichtsvollzieher auf die Sachen zugreifen darf, die sich im Gewahrsam des Schuldners befinden. Hierbei überprüft er nicht, ob der Schuldner tatsächlich Eigentümer der zu pfändenden Sache ist. Der Verkäufer kann sich allerdings gegen die Zwangsvollstreckung in die Kaufsache wehren, indem er eine Drittwiderspruchsklage nach § 771 der Zivilprozessordnung (ZPO) erhebt. Unterlässt er dies und wird infolgedessen die Kaufsache durch Versteigerung verwertet, kann er vom Gläubiger, der die Zwangsvollstreckung betrieben hat, die Herausgabe der verbleibenden Kaufpreisraten im Wege der Eingriffskondiktion gemäß § 812 Absatz 1 Satz 1 Alternative 2 BGB verlangen, da der Gläubiger durch die Versteigerung in das Eigentumsrecht des Veräußerers eingreift.
Wird hingegen in das Vermögen des Vorbehaltsverkäufers vollstreckt, kann der Vorbehaltskäufer Drittwiderspruchsklage erheben, falls sich die Kaufsache im Gewahrsam des Verkäufers befindet, etwa zwecks Beseitigung eines Sachmangels.

#### Insolvenz
Fällt der Käufer in Insolvenz, kann der Insolvenzverwalter nach § 103 Absatz 2 der Insolvenzordnung wählen, ob er an dem Kaufvertrag festhält oder dessen Erfüllung ablehnt. Fällt seine Entscheidung auf erstgenannte Option, behält der Verkäufer seinen Anspruch auf die Zahlung des Kaufpreises, der nach § 55 Absatz 1 Nummer 2 InsO als Masseverbindlichkeit vor den einfachen Insolvenzforderungen vorweg zu befriedigen ist.
Lehnt der Verwalter hingegen die Erfüllung des Kaufvertrags ab, steht dem Vorbehaltsverkäufer ein Aussonderungsrecht nach § 47 der Insolvenzordnung an der Kaufsache zu. Er kann daher vom Insolvenzverwalter die Herausgabe der Sache verlangen, ohne den Beschränkungen des Insolvenzverfahrens zu unterliegen. Daneben kann er einen Schadensersatzanspruch wegen Nichterfüllung des Vertrags als Insolvenzforderung zur Tabelle anmelden.
Die insolvenzrechtliche Stellung des Vorbehaltseigentums ändert sich, wenn der Verkäufer die Kaufsache an eine Bank übereignet, die den Erwerb durch den Vorbehaltskäufer finanziert. Die Bank tritt zwar in die Stellung des Vorbehaltsverkäufers ein, allerdings dient ihr das Vorbehaltseigentum lediglich zur Sicherung einer Geldforderung. Damit entspricht ihr Interesse dem eines Sicherungseigentümers, der nach § 51 Nummer 1 InsO nicht aussonderungs-, sondern lediglich absonderungsberechtigt ist. Daher kann die Bank nicht die Herausgabe der Kaufsache, sondern lediglich die vorzugsweise Befriedigung ihrer Kaufpreisforderung verlangen.
Fällt hingegen der Vorbehaltsverkäufer in Insolvenz, kann der Insolvenzverwalter die Erfüllung des Kaufvertrags gemäß § 107 Absatz 1 InsO nicht verweigern. Daher kann der Schuldner weiterhin Eigentum an der Kaufsache erwerben, indem er die ausstehenden Raten begleicht.

## Modifikationen des einfachen Eigentumsvorbehalts

### Verlängerter Eigentumsvorbehalt

#### Funktion und Struktur
Der verlängerte Eigentumsvorbehalt soll dem Umstand Rechnung tragen, dass insbesondere ein gewerblicher Vorbehaltskäufer oft erst durch Veräußerung der Kaufsache die notwendigen Mittel erwirbt, um den Kaufpreis zu bezahlen. Um dem Vorbehaltskäufer dies zu ermöglichen, erlaubt ihm der Vorbehaltsverkäufer durch die Vereinbarung eines verlängerten Eigentumsvorbehalts, die Kaufsache zu verwerten. Dies geschieht durch Einräumen einer Verfügungsermächtigung nach § 185 Absatz 1 BGB. Eine Veräußerung führte allerdings dazu, dass der Vorbehaltsverkäufer sein Eigentum an der Kaufsache und damit seine Sicherheit verlöre. Daher lässt sich dieser als Ersatz für das Eigentum an der Kaufsache den aus dem Weiterverkauf resultierenden Kaufpreisanspruch im Voraus nach § 398 BGB abtreten. Ferner ermächtigt er den Vorbehaltskäufer analog § 185 Absatz 1 BGB, diese Forderung in eigenem Namen beim Dritten einzuziehen. Diese Form der Sicherung kombiniert somit den Eigentumsvorbehalt mit einer Sicherungsabtretung.
Beim verlängerten Eigentumsvorbehalt besteht die Möglichkeit der Übersicherung des Vorbehaltsverkäufers: Der Anspruch, den er sich abtreten lässt, ist typischerweise wertvoller als die Kaufsache, da der Vorbehaltskäufer diese mit einer eigenen Gewinnspanne weiter veräußert. Ferner vermindert sich der Wert der zu sichernden Kaufpreisforderung mit jeder Ratenzahlung, sodass sein berechtigtes Interesse an einer Sicherung sich zunehmend verringert. Übersteigt vor diesem Hintergrund der Wert der gesicherten Kaufpreisforderung den der sicherungshalber abgetretenen deutlich, ist der Verkäufer nach Treu und Glauben im Wege ergänzender Vertragsauslegung dazu verpflichtet, die Forderung zumindest teilweise wieder an den Vorbehaltskäufer zurückzuübertragen. Besteht eine solche deutliche Wertdifferenz von vornherein, ist die Vereinbarung der Abtretung sogar nach § 138 Absatz 1 BGB oder § 307 Absatz 1 BGB wegen unangemessener Benachteiligung des Vorbehaltskäufers unwirksam.
Zur Anwendung kommt der verlängerte Eigentumsvorbehalt ebenfalls, wenn die Sache durch den Vorbehaltskäufer vor Veräußerung verarbeitet werden soll. Hierbei besteht aus Sicht des Vorbehaltsverkäufers die Gefahr, dass sein Käufer durch die Verarbeitung Eigentum erwirbt. Dies ist nach § 950 Absatz 1 Satz 1 BGB grundsätzlich der Fall, es sei denn, der Wert der Verarbeitung oder der Umbildung ist erheblich geringer als der Wert der verarbeiteten Kaufsache. Um diesen Eigentumserwerb zu vermeiden, vereinbaren Käufer und Verkäufer oft eine Verarbeitungsklausel, die anordnet, dass nach der Verarbeitung der Vorbehaltsverkäufer das Eigentum an der neu hergestellten Sache erwirbt. Solche Klauseln reichen allerdings zu weit, wenn der Verarbeiter Materialien unterschiedlicher Hersteller verwendet. Um einem Konflikt mit anderen Verkäufern, die unter Umständen ebenfalls Verarbeitungsklauseln verwenden, zu entgehen und eine Bewertung als sittenwidrig zu vermeiden, können die Klauseln so ausgestaltet werden, dass der Verkäufer Miteigentum an der neu hergestellten Sache in einem Umfang erwirbt, der dem Wert seines Materials entspricht. Miteigentum wird ebenfalls vereinbart, wenn die Sache nicht verarbeitet, sondern mit anderen verbunden (§ 947 BGB) oder vermischt (§ 948 BGB) wird.
Fällt der Vorbehaltskäufer in Insolvenz, ergeben sich keine Unterschiede hinsichtlich der rechtlichen Stellung des Vorbehaltsverkäufers, wenn die Ware nicht durch den Käufer weiterveräußert wurde. Er kann demnach die Sache als Eigentümer aussondern. Anders verhält es sich allerdings, wenn die Ware bereits veräußert oder verarbeitet wurde: In diesen Fällen dient der Eigentumsvorbehalt nicht mehr der Absicherung des Eigentums an der Kaufsache, sondern allein der Absicherung schuldrechtlicher Forderungen, ähnlich wie es Sicherungsübereignung und Sicherungszession bezwecken. Diese Rechte geben nach § 50 und § 51 InsO lediglich Absonderungsrechte. Daher begründet auch der verlängerte Eigentumsvorbehalt in der Insolvenz des Käufers lediglich ein Absonderungsrecht, sobald der Vorbehaltskäufer den Kaufpreis vollständig bezahlt.

#### Kollisionen
Häufig kollidiert ein verlängerter Eigentumsvorbehalt mit einer Globalzession. Globalzessionen werden von Banken typischerweise als Sicherheit für ein Darlehen vereinbart. Im Rahmen einer Globalzession tritt der Sicherungsgeber (Kreditnehmer) alle gegenwärtigen und künftigen Forderungen an den Sicherungsnehmer (Kreditgeber) ab. Sofern die Abtretung an die Bank vor der Abtretung an den Vorbehaltsverkäufer erfolgt, gerät die spätere Abtretung in die Gefahr, mangels Forderungsinhaberschaft des Zedenten gegenstandslos zu sein. Andererseits kann eine zeitlich vorangehende Globalabtretung an eine Bank sittenwidrig sein: Aufgrund der Abtretung kann der Vorbehaltskäufer seine Verpflichtung zur Abtretung der Kaufpreisforderung an den Vorbehaltsverkäufer nicht erfüllen. Weiß der Sicherungsnehmer (Kreditgeber), dass der Sicherungsgeber (Kreditnehmer) regelmäßig Waren unter Vorbehalt kauft und oft nur kaufen kann, so nimmt er derartige Vertragsbrüche zwischen den Parteien des Vorbehaltskaufs in Kauf. Die vorangegangene (frühere) Globalzession an den Sicherungsnehmer (Kreditgeber) ist unter diesen Umständen gemäß § 138 Absatz 1 BGB wegen Sittenwidrigkeit unwirksam. Die Bank als Kreditgeber kann das vermeiden, indem sie durch eine dingliche Teilverzichtsklausel sicherstellt, dass die Sicherungsabtretung an den Vorbehaltsverkäufer erfolgen kann.
Ein ähnlicher Konflikt besteht beim Verkauf einer Kaufpreisforderung durch den Vorbehaltsverkäufer im Wege des Factoring. Hierbei verkauft der Vorbehaltskäufer Forderungen, die ihm aus Geschäften zustehen, an einen Geldgeber, meist an eine Bank. In der Regel erfolgt dies im Voraus, sodass tatsächlich „künftige“ Kaufpreisforderungen abgetreten werden. Insoweit besteht jederzeit die Gefahr, dass eine Vorausabtretung auf einen verlängerten Eigentumsvorbehalt stößt. Für den Fall des Zusammentreffens von Factoring und verlängertem Eigentumsvorbehalt richtet sich die Zuweisung der Forderung danach, ob ein Fall des „echten“ oder des „unechten Factoring“ vorliegt. Beim echten Factoring kauft die Bank dem Vorbehaltskäufer die Forderung ab und übernimmt das Risiko von deren Werthaltigkeit. Der Vorbehaltskäufer verliert seine Forderung einerseits, erlangt andererseits aber einen sicheren Gegenwert, den Kaufpreis. Aus diesem kann er die Forderung seines Vorbehaltsverkäufers erfüllen. Aus Sicht des Vorbehaltskäufers besteht kein Unterschied zu einem Einzug der Forderung gegen einen Abnehmer. Da sich seine Position nicht verschlechtert, findet die Vertragsbruchstheorie keine Anwendung, sodass sich das echte Factoring gegen den verlängerten Eigentumsvorbehalt durchsetzt. Anders verhält es sich hingegen beim unechten Factoring, das mittlerweile sehr selten vereinbart wird: Zwar übernimmt die Bank auch bei dieser Form des Factoring die Forderung, allerdings behält sie sich die Möglichkeit vor, im Fall ihrer Undurchsetzbarkeit Rückgriff bei ihrem früheren Inhaber, dem Vorbehaltskäufer, zu nehmen. Die Forderung wird also lediglich erfüllungshalber abgetreten. Die Abtretung dient in diesem Fall dem Geldgeber als Kreditsicherheit. Die Rechtsprechung behandelt diesen Fall wie eine Sicherungsabtretung, weswegen sie wegen Verleitens zum Vertragsbruch sittenwidrig und damit unwirksam sein kann.
Nach § 399 BGB können die Parteien vereinbaren, dass eine Forderung dem Abtretungsverbot unterliegt. Trifft der Vorbehaltskäufer mit dem Abnehmer der Kaufsache eine solche Vereinbarung, gefährdet dies die Sicherungsabtretung an den Vorbehaltsverkäufer. Im Handelsverkehr wirkt dem § 354a des Handelsgesetzbuchs entgegen.

### Erweiterter Eigentumsvorbehalt
Beim erweiterten Eigentumsvorbehalt sichert der Vorbehaltsverkäufer neben einer bestimmten, weitere Forderungen ab, die er gegen den Vorbehaltskäufer geltend machen kann. Die Erweiterung des Eigentumsvorbehalts kommt zustande, indem der Vorbehaltsverkäufer die aufschiebende Bedingung der aktuellen Übereignung auf die Erfüllung aller abzusichernden Forderungen erstreckt. Der Käufer erwirbt somit Eigentum an der Kaufsache dann, wenn er alle Forderungen begleicht. Ein häufiger Anwendungsfall des erweiterten Eigentumsvorbehalts ist die Kontokorrentabrede, bei der sich der Eigentumsvorbehalt auf sämtliche Forderungen aus einer andauernden Geschäftsbeziehung erstreckt. Der Zulässigkeit einer solchen Vereinbarung können gegebenenfalls § 138 BGB und § 307 BGB entgegenstehen, da aufgrund der Besicherung mehrerer Forderungen durch unangemessene Benachteiligung das Risiko einer Übersicherung besteht.
Gemäß § 449 Absatz 3 BGB ist es aus dieser Erwägung heraus seit dem 1. Januar 1999 unzulässig, dass in die Vereinbarung eines Eigentumsvorbehaltes einbezogen wird, dass der Vorbehaltskäufer eine gegen sich gerichtete Forderung eines Dritten zu erfüllen hat. Häufig erfolgte eine derartige Regelung in Form eines Konzernvorbehalts. Hierbei wurde der Eigentumsvorbehalt auf alle Forderungen erstreckt, die der Verkäufer und die mit diesem verbundenen Unternehmen gegen den Käufer hatten.
Fällt der Vorbehaltskäufer in Insolvenz, kann der Verkäufer die Kaufsache als Eigentümer aussondern. Sofern die Kaufpreisforderung bereits beglichen wurde, fungiert die Sache wie beim verlängerten Eigentumsvorbehalt lediglich als Sicherungseigentum. Daher begründet sie kein Aussonderungs-, sondern ein Absonderungsrecht.

### Weitere Formen
Selten vereinbart wird ein weitergeleiteter Eigentumsvorbehalt. Hierbei informiert der Vorbehaltskäufer seinen Käufer bei der Verwertung der Kaufsache darüber, dass er die Sache unter Eigentumsvorbehalt erworben hat. Infolgedessen vereinbaren Vorbehaltskäufer und dessen Kunde, dass die Sache solange im Eigentum des Vorbehaltsverkäufers verbleibt, bis ihm der vollständige Kaufpreis gezahlt wurde. Die Vereinbarung eines solchen Eigentumsvorbehalts in AGB stellt eine unangemessene Benachteiligung des Käufers nach § 307 Absatz 1 Satz 1 BGB dar, weswegen sie keine Wirkung entfaltet.
Beim nachgeschalteten Eigentumsvorbehalt erfolgt die Weiterveräußerung der Kaufsache unter Vereinbarung eines neuen Eigentumsvorbehalts zwischen Vorbehaltskäufer und dessen Käufer.
Hat der Veräußerer dem Erwerber zunächst Eigentum übertragen, ohne dass ein Eigentumsvorbehalt vereinbart worden ist, kann ein solcher nach herrschender Ansicht auch nachträglich vereinbart werden, z. B. wenn der Erwerber den Kaufpreis nicht wie vereinbart erbringen kann. Durch diesen sogenannten nachträgliches Eigentumsvorbehalt wird der Veräußerer wieder Eigentümer und der Erwerber Anwartschaftsberechtigter. Umstritten ist hierbei die rechtliche Begründung. Nach einer Ansicht wird das Eigentum zunächst an den Veräußerer rückübertragen und sodann aufschiebend bedingt wieder an den Erwerber übertragen gemäß §§ 929 S. 2, 158 Absatz 1 BGB. Nach einer anderen Ansicht findet eine Rückübertragung des Eigentums statt, welche jedoch um das Anwartschaftsrecht gekürzt wird. Der Verkäufer erwirbt also gemäß §§ 929, 930, 158 Absatz 2 BGB das um das Anwartschaftsrecht gekürzte Eigentum unter der auflösenden Bedingung der vollständigen Kaufpreiszahlung zurück.

## Rechtslage in anderen Staaten

### Österreich
In der österreichischen Rechtsordnung ist der Eigentumsvorbehalt ebenfalls anerkannt. Wie in Deutschland wurde der Eigentumsvorbehalt nicht vom Gesetzgeber entwickelt, sondern bildete sich in der Rechtspraxis heraus. Anders als in Deutschland wird der erweiterte Eigentumsvorbehalt allerdings nicht anerkannt, da die österreichische Rechtsordnung vermeiden will, dass die Publizitätsvorschriften des Pfandrechts umgangen werden.

### Frankreich
Der französische Code civil unterscheidet nicht zwischen Verpflichtungsgeschäft und Verfügungsgeschäft. Gemäß Art. 1196 Abs. 1 C. civ. geht das Eigentum an einer Sache grundsätzlich schon mit Vertragsabschluss über, wovon die Vertragsparteien aber gem. Art. 1196 Abs. 2 F. 1 C. civ. durch eine Eigentumsvorbehaltsklausel (clause de réserve de propriété) abweichen können. In dieser Klausel kann beispielsweise vereinbart werden, dass die Eigentumsübertragung erst zu einem bestimmten Zeitpunkt, durch Erfüllen einer vereinbarten Form (z. B. notarielle Beurkundung), durch tatsächlichen Erhalt der Sache oder durch Zahlung des vollständigen Kaufpreises erfolgt.

### Schweiz
Zur schweizerischen Rechtslage vgl. Eigentumsvorbehalt (Schweiz).